# Frederick Schwatka
Pour les articles homonymes, voir Schwatka.

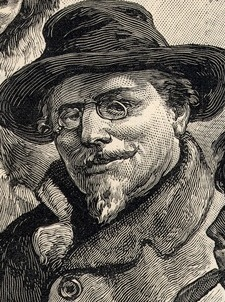
Frederick Schwatka, d'après une gravure de 1880.

Frederick Schwatka (29 septembre 1849, Galena - 2 novembre 1892) est un militaire et explorateur américain de l'Arctique. 

## Biographie
Il mène notamment une expédition pour trouver les restes de l'expédition Franklin entre 1878 et 1880. Voyageant depuis la baie d'Hudson, sur la goélette Eothen, Schwatka, rassemble une équipe qui comprend les Inuits qui avaient aidé Charles Francis Hall, continue vers le nord à pied et à traîneaux à chiens, en interrogeant les Inuits, visitant les sites connus ou probables où les membres de l'expédition Franklin avaient été, et hivernant sur l'île du Roi-Guillaume.
Son nom a été donné au Lac Schwatka, au Yukon (Canada).